# Thibaudia regularis
Thibaudia regularis är en ljungväxtart som beskrevs av A. C. Smith. Thibaudia regularis ingår i släktet Thibaudia och familjen ljungväxter. Inga underarter finns listade i Catalogue of Life.